# 1676 en littérature
| Années de la littérature : 1673 - 1674 - 1675 - 1676 - 1677 - 1678 - 1679    |
| Décennies de la littérature : 1640 - 1650 - 1660 - 1670 - 1680 - 1690 - 1700 |

Cet article présente les faits marquants de l'année 1676 en littérature.

## Événements
- Octobre : Leibniz, nommé bibliothécaire de la Cour et conseiller privé par le duc de Brunswick-Lüneburg, quitte Paris pour Hanovre où il arrive fin décembre[1].
- Décembre 1676-juin 1677 : John Bunyan est de nouveau incarcéré. Il termine en prison son roman Pilgrim’s Progress (« Le Voyage du pèlerin ») publié en 1678[2].

## Parutions
- 6 août : privilège du roi accordé à l'ouvrage du père Dominique Bouhours, Histoire de Pierre d'Aubusson, grand-maistre de Rhodes, Paris, Sébastien Mabre-Cramoisy, 1676 (présentation en ligne).
- 23 novembre :  achevé d'imprimer de l'ouvrage d'Antoine Gombaud, Les Agrémens : discours de Monsieur le chevalier de Meré à Madame +++., Paris, Denys Thierry et Claude Barbin, 1677 (présentation en ligne)

- Cinquième édition du livre de Izaak Walton,The Compleat Angler (« Le Parfait Pêcheur à la ligne ») publiée à Londres par Richard Marriot, complétée par Charles Cotton par une seconde partie intitulée being Instructions how to Angle for a Trout or Grayling in a clear stream (Instructions pour la pêche de la truite ou de l’ombre en eau claire)[3].
- Isaac de Benserade, Métamorphoses d'Ovide en rondeaux, Paris, Imprimerie royale, 1676 (présentation en ligne)

## Décès
- 25 juillet : François Hédelin, abbé d'Aubignac et de Meymac, poète précieux, dramaturge et théoricien français du théâtre (né en 1604).